# Ceglusa polita
Ceglusa polita là một loài nhện trong họ Salticidae.
Loài này thuộc chi Ceglusa. Ceglusa polita được Tord Tamerlan Teodor Thorell miêu tả năm 1895.